# Сяо Хун
Сяо Хун (кит. упр. 萧红, пиньинь: Xiāo Hóng; 1 июня 1911 — 22 января 1942) — известная китайская писательница и поэтесса. Настоящее имя — Чжан Найин, Zhāng Nǎiyíng, 张乃莹, также использовала псевдонимы Цяо Инь(悄吟, пиньинь: Qiǎo Yín), Лин Лин(玲玲, пиньинь: Líng Líng), и Тянь Ди(田娣, пиньинь: Tián Dì).
Хотя литературное наследие Сяо Хун насчитывает около 1 000 000 иероглифов, а полное собрание занимает всего три тома, она вместе с Люй Бичэн, Чжан Айлин и Ши Пинмэй известны как «четыре талантливейшие женщины Республики».

## Биография
Сяо Хун происходила из достаточно богатой и влиятельной семьи. Она родилась в городе Хулань недалеко от Харбина в 1911 году, как она сама писала: «в небольшом уездном городке провинции Хэйлунцзян — самой северной и самой восточной точке Китая, где четыре месяца в году идёт непрерывный снежный буран».
Наибольшее влияние на маленькую Сяо Хун оказал её дед — «большой сказочник и рассказчик». Он подолгу рассказывал ей истории из жизни старого Китая, знал множество народных песен, был мастером устного рассказа. Именно его манера повествования заложила первоосновы стиля, которые наиболее ярко проявились в первый — харбино-шанхайский — период творчества писательницы.
Новые веяния очень тяжело проникали в уездный городок, но на рубеже веков невозможно было оставаться в стороне от перемен. Кроме того, Сяо Хун упоминает в своих более поздних текстах, например в «Весне в маленьком городе» («三月小城», «Саньюэ сяочэн»), что семья её была достаточно передовой, особенно в вопросах образования:
Моя семья считалась самой просвещенной. Дядя и старший брат получили образование в Пекине, и глаза их были открыты многому. Возвращаясь домой, они рассказывали, что там юноши и девушки учились вместе. Хотя это было в новинку и поначалу даже считалось бунтарством. Но дядя много переписывался со своими бывшими однокашниками, в том числе и девушками, а так как он занимал прочное положение в нашей семье, да и отец скоро вступил в Гоминьдан, то в нашем доме все были сочувствующими…
Отец Сяо Хун некоторое время занимал должность чиновника в образовательной системе города Хулань. Поэтому нет ничего удивительного, что в 1926 году юную Сяо Хун отпускают учиться в первую городскую школу Харбина для девочек. Там она начинает интересоваться живописью и литературой, читает много переводной литературы и будущих китайских мастеров — Лу Синя и Мао Дуня, ещё не зная, что первый напишет предисловие к её первому крупному произведению и будет пророчить ей великий путь, а второй — к последнему, и выразит горечь утраты с её смертью.
Со смертью деда начинается, наверное, один из самых сложных периодов жизни писательницы, но об этом можно судить только со слов биографов Сяо Хун, сама она крайне редко затрагивает эти моменты в своем творчестве. В исследованиях биографов писательницы указывается, что она окончательно бежит из Хуланя в Харбин, сближается с Ли Цзеу, который везет её в Пекин, но молодой человек оказывается женатым — типичная ситуация для Китая того периода: семья женила его, чтобы получить внука, который станет опорой рода и наследником, а затем отпустила.
Осенью 1931 года Сяо Хун оставляет его в Пекине и одна возвращается в Харбин. Некоторое время она бродяжничает в большом городе, пока не знакомится с Цзян Дяньцзянем, с которым поселяется в одной из гостиниц на окраине города.
В мае 1932 года Сяо Хун оказывается в безвыходной ситуации — она, беременная, живёт в долг в харбинской гостинице, без знакомств и каких-либо средств к существованию. Цзян Даньцзянь покинул гостиницу под предлогом сбора необходимой суммы, но так и не вернулся. Трудно вообразить себе чувства Сяо Хун в тот момент, ведь выросла она в семье достаточно состоятельной и влиятельной и никак не была готова к роли нищенки. Здоровье её стремительно ухудшается, виной тому голод, простуды, осложнения в ходе беременности, алкоголь, а, возможно, и опиум.
В июле 1932 года Сяо Хун написала письмо в редакцию «国际协报» («Гоцзи себао», «Международная газета»), ставшее своего рода криком о помощи. Главным редактором газеты тогда был Фэй Лаопэй, который не просто прочитал письмо Сяо Хун, но приложил все усилии для того, чтобы вызволить молодую женщину из долговой ямы.
На этом жизненном этапе Сяо Хун и встречается с начинающим писателем Сяо Цзюнем, который на шесть ближайших лет станет её главной опорой и поддержкой. Именно благодаря ему она смогла не только поправить здоровье, но и залечить душевные раны — он всячески ободряет, поддерживает её и вдохновляет на то, чтобы начать карьеру писательницы.
Очерки и рассказы двух писателей — «двух Сяо» — начинают выходить в печать в харбинских и чаньчунских литературных журналах, а их имена становятся узнаваемыми на северо-востоке Китае. Вообще, в это время в упомянутом регионе сформировалась целая группа молодых писателей, — Дуаньму Хунлян, Шу Цюнь, Ло Бинцзи и другие — вошедших впоследствии в золотой фонд «новой литературы». А имя Сяо Хун стало самым известным среди них.
И уже в ноябре 1933 года они за свой счет выпускают первый совместный сборник — «Дорожные трудности», что приносит им долгожданную, весьма ощутимую славу. Но на этом их успех на какое-то время и заканчивается — начинаются массовые гонения на китайскую интеллигенцию со стороны японских властей, закрываются издательства, изымаются тиражи. И без того скромные гонорары двух начинающих писателей исчезают вовсе и они принимают решение покинуть Харбин.
15 июня 1934 года Сяо Хун и Сяо Цзюнь поездом отправляются в Далянь, а оттуда паромом в Циндао. В Циндао они останавливаются на четыре месяца, и стоит отметить, что в произведениях более поздних периодов писательница неоднократно будет возвращаться к описанию этих дней. Ведь, несмотря на хроническое безденежье, голод и безработицу, месяцы, проведенные в Циндао станут, наверное, самыми счастливыми в жизни Сяо Хун. Но всему приходит конец — в приморском городке начинаются гонения Гоминьдана на коммунистов. Хотя на тот момент политическая позиция четы молодых писателей была достаточно размытой, и их можно было определить как «сочувствующих», уже вскоре взгляды Сяо Цзюня заметно левеют. Сяо Хун же до самой смерти так и не определилась со своей политической позицией, даже несмотря на её участие в Лиге левых писателей и Всекитайской ассоциации работников литературы и искусства по отпору врага (ВАРЛИ), она не смогла перебороть в себе способность к личному сопереживанию, которая превалировала над всякой политической программой. Тем не менее, гонения вынудили молодых людей покинуть Циндао и направиться в крупнейший китайский порт того времени — Шанхай. Важно также отметить, что, находясь в Циндао, молодые люди написали несколько писем Лу Синю, который вскоре прочитал отдельные их произведения и отнесся к ним весьма благосклонно.
Не сразу, но слава и шанхайские гонорары к молодым людям все-таки пришли. Во многом этому способствовало влияние Лу Синя, который в то время активно поддерживал юных писателей. Нужно заметить, что Лу Синь отнесся к ним с особым вниманием — несмотря на затруднительное положение, он ввел их в свой дом и активно продвигал их произведения в печать. Именно благодаря Лу Синю была опубликована повесть «Поле жизни и смерти» («生死场», «Шэнсычан»). Он не только осуществил редакторскую правку, но также специально написал «теплое» вступительное слово. Именно это способствовало тому, что к концу 1935 года Сяо Хун стала одной из самых известных женщин-писательниц Китая.
Выход в печать повести «Поле жизни и смерти» стал пограничным эпизодом в жизни и творчестве Сяо Хун, когда закончился харбино-шанхайский период и начался новый — токийский.
С одной стороны, это было продиктовано постепенными качественными изменениями в творчестве Сяо Хун. С другой, необходимо отметить, что произведение, принесшее писательнице столь широкую известность и славу, в свою очередь повлияло на её отношения с Сяо Цзюнем — для Сяо Хун начинается период затяжных депрессий, которые усугубляются ухудшением состояния здоровья и её переездом в Токио. До сих пор не до конца ясно, почему писательница северо-востока Китая, которая видела и пережила все ужасы японской оккупации, выбрала именно Токио. Но обычно приводятся три возможных причины:
Считается, что Токио ей порекомендовал Лу Синь, чтобы залечить душевные раны. Ведь в японской столице он провел лучшие годы юности — обучался в медицинской академии — и у него осталось там большое количество друзей.
Некоторые исследователи предполагают, что здоровье Сяо Хун сильно пошатнулось после разрыва с первым мужем. В Японии же она могла спокойно отдохнуть и оправиться от тяжелого расставания.
Младший брат писательницы как раз в это время находился в Японии, и она собиралась встретиться с ним. Тяжело переживая разрыв с семьей, она надеялась сделать попытку наладить отношения хоть с кем-то из родных. Но этим планам не суждено было сбыться — они с братом разминулись, тот уже успел вернуться в Хулань.
Сяо Хун оказывается в уже привычном для неё положении — без денег, в полном одиночестве, но на этот раз ещё и в чужой стране. В тот момент она решилась возобновить переписку с Сяо Цзюнем.
Однако Сяо Хун не могла позволить себе столь долго находиться в депрессии. И она продолжает писать, писать много и на качественно новом уровне. Вдобавок, она начинает учить японский, сходится со многими китайскими литераторами, которые находились в тот момент в Японии.
19 октября 1936 года умирает её учитель и друг — Лу Синь. Сяо Хун узнает о его смерти от Сяо Цзюня — сама она не только не писала учителю в токийский период, но даже не сообщила своего адреса, полагая, что у них ещё будет много времени для общения. Только теперь Сяо Хун осознает, что Лу Синь был третьим, после деда и Сяо Цзюня, значимым и любимым человеком её жизни…
В середине января 1937 Сяо Хун возвращается в Шанхай и первым делом посещает могилу своего учителя.
Возвращение в Шанхай сильно отличается от её первого приезда — теперь она уже была не неизвестной никому писательницей, но ученицей самого Лу Синя. Ей предлагают издаваться, а сборники её рассказов, хоть и по-прежнему запрещены, но расходятся огромными тиражами.
Отношения с Сяо Цзюнем остаются противоречивыми. На тот момент он ощущал себя литературным преемником Лу Синя, организовал «回忆鲁迅先生社» («Хуйи Лу Синь сианшэн шэ», «Общество памяти господина Лу Синя») и продолжал поддерживать газеты левых политических кругов. Также он чувствовал необходимость взять под свою опеку Сяо Хун, но очень скоро многие знакомые увидят у неё на руках синяки, а сама писательница сделает несколько попыток уйти из дома, пока в конце апреля 1937 года не уедет в Пекин. Одна.
Тем не менее, ей снова придется вернуться в Шанхай уже через несколько месяцев — с началом наступления японской армии, ведь 28 июля столица уже оказалась захвачена. Как только 12 ноября японцы входят и в Шанхай — писательница вновь бежит. На этот раз в Ухань, где знакомится с молодым литератором Дуаньму Хунляном.
Настоящее имя Дуаньму Хунляна — Цао Цзинпин. Он только начал заниматься журналистикой и писательством и чем-то напоминал саму Сяо Хун в молодости. Писательница привыкла постоянно находиться под чьим-то покровительством, здесь же, с этим молодым человеком она могла действовать сама, принимать решения, оказывать помощь.
С ним она окончательно бежит от Сяо Цзюня. Начинаются их с Дуаньму Хуанляном долгие скитания по линии фронта, пока они вместе не оказываются в Чунцине.
С начала мая 1939 года Чунцин подвергается регулярным налетам японской авиации. Город плохо защищен, жизнь в нём становится практически невозможной — количество жертв от разрушений с каждым днем все возрастает. Тем не менее, Сяо Хун и Дуаньму Хуанлян только весной следующего года смогут покинуть его и, несмотря на уговоры шанхайских друзей, переехать в Гонконг.
В Гонконге Сяо Хун прожила полтора года, с весны 1940 до января 1942 года. Однако жизнь в морском порту оказалась далекой от той, что представляла себе писательница: хроническое безденежье, одиночество, постоянные бомбежки. Несколько раз в личной переписке она упоминает о своем желании вернуться.
Далее начинается кризис в их отношениях с мужем. Если верить писателю Ло Бинцзи, она как-то обронила: «Расставание с Сяо Цзюнем было решением одной проблемы, но отъезд с Дуаньму Хуандяном — начало новой»…
В этот период она встречает Мао Дуня с женой и пытается уговорить их отправиться вместе с ней в Сингапур. Но тут её жизни было суждено резко измениться — зимой женщина сильно простывает, а позже заболевает туберкулезом. Под чутким присмотром американской писательницы Агнесс Смэдли, которая в этот момент находилась в Гонконге, она ложится в больницу королевы Марии (Мали Иньюань). Сяо Хун требовались серьёзное лечение и уход, но у писательницы совсем не было денег, хотя проблему с больничными счетами отчасти помогали решать её друзья.
Сяо Хун оказывается в той же ситуации, что девять лет назад в Харбине — одна, без денег, без работы, больная и слабая. Чтобы вырваться из этого нового, уже гонконгского, плена она в самом конце 1941 года выписывается из больницы и перебирается в снятую для неё отдельную комнатушку. Но на тот момент она ещё слишком слаба, практически не может двигаться и все время вынуждена проводить в постели.
8 декабря начинается вторжение японских войск в Гонконг, бомбежки усиливаются, а состояние здоровья Сяо Хун ухудшается с каждым днем. 13 января она вынуждена вернуться в больницу — кровь беспрерывно идет горлом, потребовалась сложная операция… а потом ещё одна. Писательница уже практически не может говорить.
Гонконг пал. Те из врачей, что не успели бежать, интернированы в японские концлагеря. Сяо Хун остается без медицинского присмотра, а инфекция продолжает распространяться.
Утром 21 января 1942 года Сяо Хун впала в кому и тем же вечером — скончалась в больнице королевы Марии.
В 1957 её останки перевезли в Гуанчжоу.
В начале 80-х годов в её родном городке открылся Дом музей Сяо Хун, памятник культуры, охраняемый властями провинции. Рядом с домом установлена скульптура писательницы.
В 1981 году Харбинское Издательство выпустило полное собрание сочинений Сяо Хун в трех томах, которое пережило уже пять переизданий. Вдобавок, разными издательствами Китая ежегодно издаются сборники её рассказов. Произведения Сяо Хун переведены на большинство европейских языков. В России её творчество по-прежнему неизвестно.

## Смерть Сяо Хун

### Стихотворение Дай Ваншу
Дай Ваншу был один из близких друзей Сяо Хун, но посетить её могилу смог только осенью 1944 года, где и написал одно из своих известнейших четверостиший — «На могиле Сяо Хун», который до сих пор вызывает споры:
Шесть часов,
В одиночестве путь,
Чтобы красных камелий букет
Возложить в изголовье тебе,
И мое ожидания тут,
В накатившей прибоем ночи,
А теперь лишь шептание волн
Нарушать будет твой покой.

### Дом-музей Сяо Хун
В нём писательница прожила восемнадцать лет — со своего рождения до отъезда на юг.
Дом-музей Сяо Хун находится на проспекте Культуры № 29 уезда Хулань в 28 км от города Харбин.
Дом был построен в 1908 году в традиционным стиле "баци", из зеленых кирпичей и черепицы, земли и дерева. В доме имеется 30 комнат, а его площадь 7125 кв. м.. Во дворе выставляются часть вещей, которыми пользовалась Сяо Хун и её бабушка, фотографии Сяо Хун, снимки известных людей Китая и других стран, статьи, стихи, переписка и т.д, а также была установлена двухметровая статуя писательницы.
Это памятник культуры, охраняемый властями провинции.

## Избранные работы на китайском
- 跋涉 （小说、散文集）与萧军合著， 1933（自费出版）
- 生死场（中篇小说）1935，上海容光书局；1980，黑龙江人民
- 桥（小说、散文集）1936，文生
- 牛车上 (小说、散文集）1937，文生
- 旷野的呼喊（短篇小说集）1940，上杂
- 回忆鲁迅先生（散文）1940，重庆妇生活社
- 马伯乐（中篇小说）1941，重庆大时代书局
- 呼兰河传（长篇小说）1941，上杂
- 手（小说）1943，桂林远方书店
- 小城三月（小说）1948，香港海洋书屋

## Переводы на русский
- Лебедева Н. А. Сяо Хун. Жизнь, творчество, судьба. Владивосток: Дальнаука, 1998 г., 164 c., ISBN 5-7443-0437-6 (Пять рассказов в приложении)
- Сяо Хун. Весна в маленьком городе / Пер. О. Фишман // Восточная новелла. М., 1963, с. 230—249.